# Transcriptor
Il transcriptor è un transistor basato su DNA e RNA e non sui semiconduttori usabile nel computer a DNA.

## Caratteristiche
Per esistere un computer ha bisogno di tre caratteristiche: poter elaborare e salvare informazioni, poterle trasmettere e avere un sistema logico.
Prima del marzo 2013 erano già state dimostrate le possibilità di elaborazione e salvataggio delle informazioni, ma l'implementazione logica andava fatta di volta in volta e con grande complessità.
Il transcriptor funziona tramite la regolazione del flusso della RNA polimerasi per mezzo di specifici enzimi ed è in grado di replicare le porte logiche AND, OR, NOT, NOR, NAND e XOR, oltre alla semplice amplificazione di segnale.